# Kårkläppen
Kårkläppen är en ö i Finland. Den ligger i Skärgårdshavet och i kommunen Pargas i den ekonomiska regionen  Åboland i landskapet Egentliga Finland, i den sydvästra delen av landet. Ön ligger omkring 68 kilometer sydväst om Åbo och omkring 180 kilometer väster om Helsingfors.
Öns area är 1 hektar och dess största längd är 170 meter i sydöst-nordvästlig riktning.